# Лимановский, Болеслав
Болеслав Лукаш Тадеуш Лимано́вский (пол. Bolesław Łukasz Tadeusz Limanowski; псевд. «Янко Покань» («Janko Pokań»); 18 октября 1835, Подгурж, Латгалия — 1 февраля 1935, Варшава) — польский политический деятель, социалист, историк и социолог. Был одним из первых идеологов социализма в Царстве Польском.

## Биография

### Детство и юность
В 1847 году, вместе со старшим братом был отправлен на учёбу в московскую гимназию. По окончании гимназии поступил в университет, изучал медицину. Был участником студенческой организации, объединявшей польских студентов университета. В 1858 году был отправлен от организации в Дерпт, где должен был продолжить изучать медицину. Но к тому времени Болеслав уже потерял к ней интерес. В марте 1859 г. он приступает к изучению философии.

### Политическая деятельность
В 1860 году Болеслав прерывает учёбу и уезжает в Париж, получив известие о формировании во Франции польских легионов. В Париже поступает в Польскую военную школу — учебное заведение, готовящее кадры для легионов. Также посещал лекции в Сорбонне и Коллеж де Франс. Участвовал в польских патриотических кружках, сосредоточенных вокруг генерала Мерославского вступил в организацию «красных» — сторонников открытого вооруженного восстания и радикальных социальных реформ. Заразившись революционными настроениями, в марте 1861 г. отправляется в Вильно. Там, по просьбе генерала Мерославского и при поддержке Центрального Литовского Комитета, Лимановский организует подпольную революционную ячейку.
8 мая 1861 г., после патриотической демонстрации, российские власти задерживают Лимановского как главного организатора демонстрации. Первоначально его ссылают в Мезень, затем, через восемь месяцев — в Архангельск. В ссылке работает в губернской канцелярии, пишет социологические трактаты.
После начала Январского восстания пытался бежать, но был пойман, арестован и приговорен к двум неделям тюрьмы. Потерял работу. В 1866 году по состоянию здоровья был отправлен в Павловск (Воронежская губерния). В Павловске знакомится со своей будущей женой, Винцентиной Шарской. Летом 1867 года был освобожден по амнистии, с запретом на возвращение в Вильно. Селится в Варшаве, где служит чернорабочим, пишет статьи для ежедневной газеты и занимается самообразованием.
Франко-прусская война (1870—1871) застаёт Лимановского в родовом гнезде его семьи, вернуться в которое он получил разрешение от властей. Вскоре решает принять участие в войне на стороне Франции. Но не успевает добраться до штаба французских войск — находясь во Львове, Лимановский узнаёт об окончании войны и поражении Наполеона III. Таким образом, Лимановский оседает во Львове, устраивается на работу журналистом. Известность в радикальных кругах ему приносит статья «Рабочий вопрос», опубликованная в газете «Звезда» («Gwiazda»).
В 1875 г. получает степень доктора философии. Работает во Львовском университете. В 1876 г., по просьбам польских и русских социалистов, занимается переводом публикаций Ф. Лассаля. В то же время, при поддержке С. Мендельсона, пишет и публикует свою работу «Socjalizm jako konieczny objaw dziejowego rozwoju» («Социализм как последний признак политического развития»).
Из-за социалистических убеждений, в 1877 году потерял работу в «Национальной газете», а затем был арестован за участие в тайном обществе. Был освобожден из-за отсутствия доказательств, но ему было приказано покинуть территорию Австро-Венгерской империи.

### Женевский период

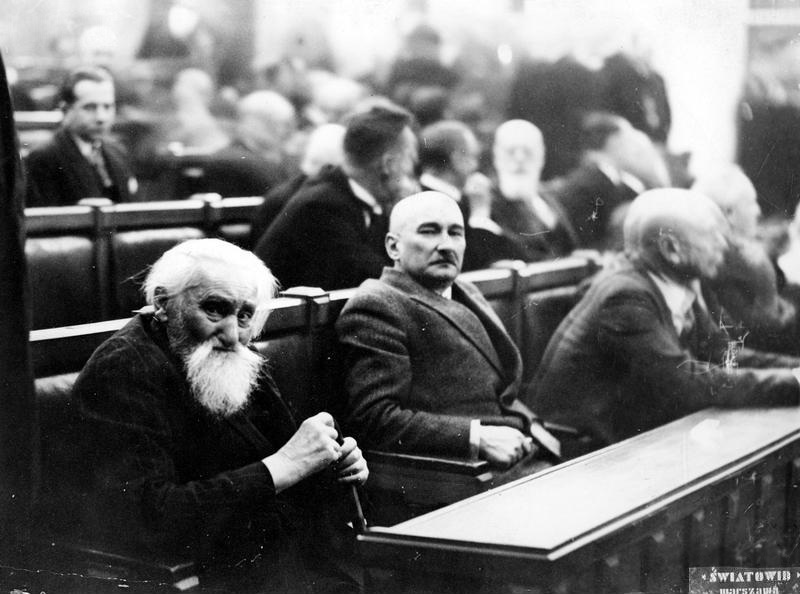
Болеслав Лимановский (слева) на заседании Сената

В октябре 1878 года Лимановский приезжает в Женеву, будучи уже известным теоретиком социализма. Совместно с Мендельсоном, К. Длуским и К. Хильдтом, Лимановский выпускает журнал «Równość», в котором впервые публикуется т. н. «брюссельская программа». Однако, в 1881 году Лимановский разрывает связи с прежней группой единомышленников из-за разницы во взглядах на польскую независимость. Совместно с Зигмунтом Балицким основывает Социалистическую ассоциацию Польского Народа. От имени ассоциации, в 1881 г. Лимановский участвует в Международном социалистическом конгрессе в Куре, Швейцария. В 1889 году участвует во Втором интернационале. В декабре 1889 года переезжает в Париж, становится редактором журнала «Pobudka» и секретарём Ассоциации польских эмигрантов.

### В независимой Польше

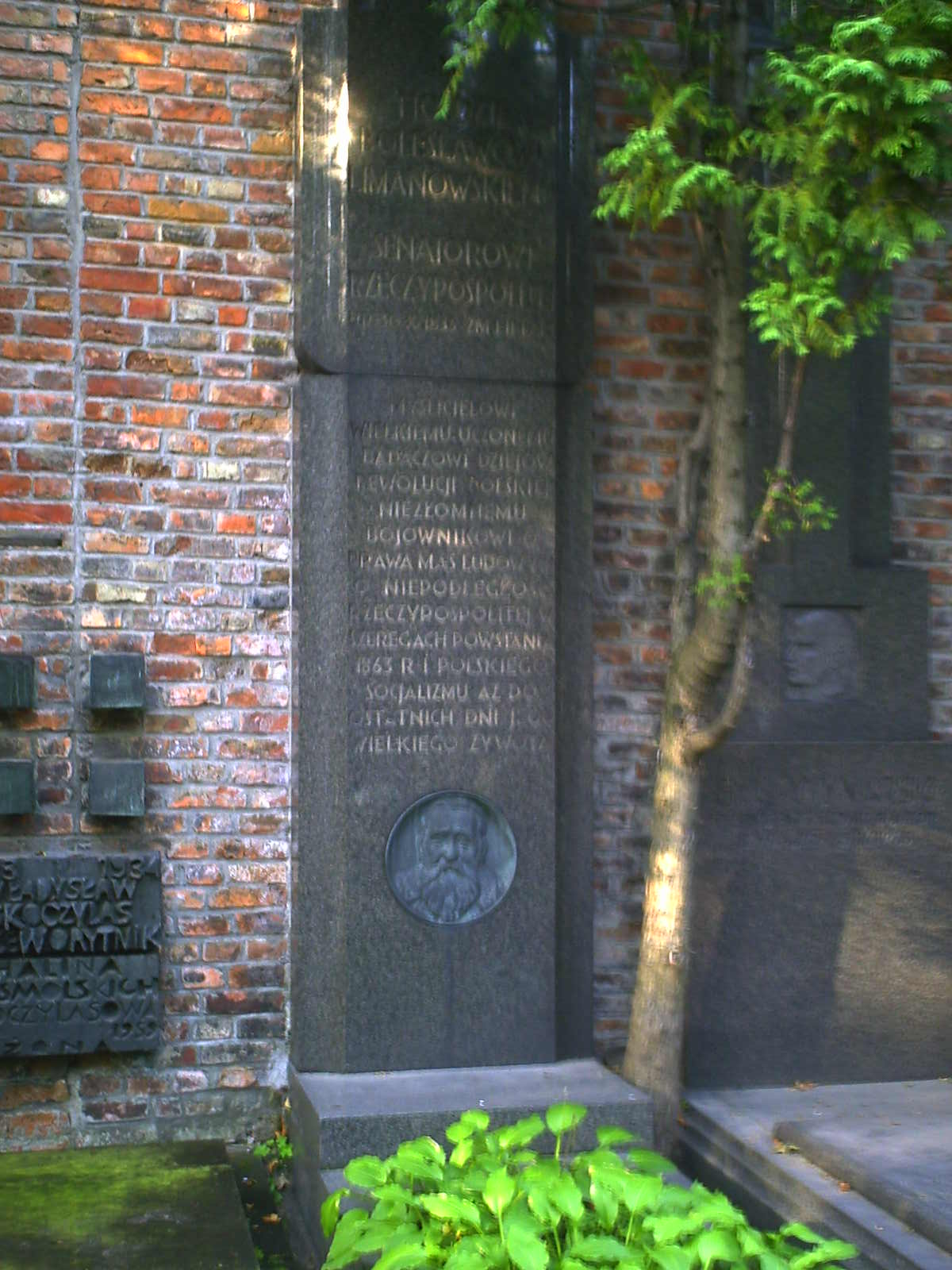
Надгробная плита на могиле Б. Лимановского. Повонзковское кладбище, Варшава

С осени 1907 г., после получения согласия австрийских властей, Б. Лимановский переехал в Краков. После возвращения в страну, вступил в революционную фракцию ППС. 25 августа 1912 года, по назначению Юзефа Пилсудского, стоял во главе польского военного казначейства.
После обретения Польшей независимости (1918 г.), во время Второй Речи Посполитой, был повышен до звания подпоручика Войска Польского.
В 1922 г. был избран спикером в Сенат от избирательного округа Варшава. Несколько раз на парламентских выборах переизбирался на пост старшего спикера. В это время пишет исследовательские трактаты по истории общественных движений.
В 1934 году Варшавский университет присвоил Лимановскому звание почетного доктора. Он также получил звание почетного доктора Львовского университета.

## Основные публикации
- O kwestii robotniczej. Львов, 1871;
- Socjalizm jako konieczny objaw dziejowego rozwoju. Львов, 1879;
- Ferdynand Lassalle i jego polemiczno-agitacyjne pisma. Женева, 1882;
- Polityczna a społeczna rewolucja. Женева, 1883;
- Historia powstania narodu polskiego w 1863 i 1864. Львов, 1882,
- Historia ruchu społecznego w drugiej połowie XVIII stulecia. Львов, 1888;
- Historia ruchu społecznego w XIX stuleciu. Львов, 1890;
- Stuletnia walka narodu polskiego o niepodległość. Цюрих, 1894;
- Historia Litwy pokrótce opowiedziana. Париж, 1895;
- Historii demokracji polskiej w epoce porozbiorowej. Цюрих, 1901;
- Demokracja w Polsce. Краков, 1903;
- Żywot Stanisława Staszica. Краков, 1904;
- Naród i państwo. Studium socjologiczne. Краков, 1906;
- Stanisław Worcell. Życiorys. Краков, 1910;
- Emilia Plater. Краков, 1910;
- Szermierze wolności. Краков, 1911;
- Historia ruchu rewolucyjnego w Polsce w 1846. Краков, 1913;
- Studwudziestoletnia walka narodu polskiego o niepodległość. Краков, 1916;
- Socjologia. Краков, 1919;
- Polityka wynaradawiająca rządu pruskiego w stosunku do ludności polskiej. Ченстохова, 1919;
- Hugo Kołłątaj. Варшава, 1920;
- Rozwój polskiej myśli socjalistycznej. Варшава, 1929;
- Pamiętniki. Варшава, 1961.

## Награды
- Командорский крест Ордена Возрождения Польши (5 августа 1921 г.);
- Крест Независимости

### На польском языке
- J. Krzesławski, Bolesław Limanowski, w: «Kronika Ruchu Rewolucyjnego w Polsce», nr 1 z 1935
- J. Kurczewska, Naród w socjologii i ideologii polskiej. Analiza porównawcza wybranych koncepcji z przełomu XIX i XX wieku, PWN, Warszawa 1979.
- Janusz Sztumski, Bolesław Limanowski — życie i twórczość, w: Bolesław Limanowski, Socjalizm jako konieczny objaw dziejowego rozwoju, Warszawa 1989 ISBN 83-05-11944-0.

### На русском языке
- Лимано́вский, Болеслав // Лесничий — Магнит. — М. : Советская энциклопедия, 1954. — С. 129. — (Большая советская энциклопедия : [в 51 т.] /  гл. ред. Б. А. Введенский ; 1949—1958, т. 25).
- Лимановский, Болеслав // Советская историческая энциклопедия : в 16 т. / под ред. Е. М. Жукова. — М. : Советская энциклопедия, 1965. — Т. 8 : Кошала — Мальта. — Стб. 685.